# مرحلة المجموعات في دوري أبطال أوروبا 2016–17
بدأت مرحلة المجموعات في دوري أبطال أوروبا 2016–17 في 13 سبتمبر وانتهت في 7 ديسمبر 2016. يتنافس ما مجموعه 32 فريق في مرحلة المجموعات لتحديد المراكز الـ16 في مرحلة خروج المغلوب من دوري أبطال أوروبا 2016–17.

## القرعة
أقيمت القرعة في 25 أغسطس 2016، 18:00 ت وأ ص، في منتدى غريمالدي في موناكو. قسمت الفرق ال32 إلى ثمان مجموعات من أربعة، مع تقييد عدم وقوع فرق من نفس الاتحاد وجهاً لوجه. صنفت الفرق، من أجل القرعة، إلى أربعة أوعية استناداً إلى المبادئ التالية:
- احتوى الوعاء 1 على حامل اللقب وأبطال أعلى سبع اتحادات استناداً إلى معامل بلدان اليويفا 2015.[4][5]
- احتوى الوعاء 2 و3 و4 على الفرق المتبقية، المصنفة استناداً إلى معامل أندية اليويفا 2016.[6][7][8]

علاوة على ذلك، تم التحكم بالقرعة للفرق التي من نفس الاتحاد من أجل تقسيم الفرق بالتساوي إلى مجموعتين من المجموعات (أ–د، ر–ط) لأقصى قدر من التغطية التلفزيونية.
حددت المباريات بعد القرعة. وفي كل جولة، تلعب أربع مجموعات مبارياتها يوم الثلاثاء، بينما المجموعات الأربع الأخرى تلعب مبارياتها يوم الأربعاء مع تناوب كل مجموعتين من المجموعات (أ–د، ر–ط) بين كل جولة. هناك قيود أخرى: على سبيل المثال، الفرق من نفس المدينة (مثل ريال مدريد و‌أتلتيكو مدريد) بشكل عام لا يلعبون على أرضهم في نفس الجولة (يحاول اليويفا تجنب لعب الفرق من نفس المدينة على أرضهم في نفس اليوم في أيام متتالية، وذلك بسبب الخدمات اللوجستية والسيطرة على الحشود)، والفرق في بلدان معينة (مثل روسيا وروسيا البيضاء وكازاخستان) لا يلعبون على أرضهم في آخر جولة (بسبب الطقس البارد وتزامن أوقات انطلاق المباريات).
في 17 يوليو 2014، قضت لجنة الطوارئ التابعة لليويفا بأن لا تواجه الأندية الأوكرانية والروسية بعضها البعض «حتى إشعار آخر» بسبب الاضطرابات السياسية بين البلدين. لذلك، لا يمكن أن يقع نادي دينامو كييف الأوكراني (الوعاء 3) والناديين الروسيين سسكا موسكو (الوعاء 1) و‌روستوف (الوعاء 4) في نفس المجموعة.

## الفرق
في الأدنى الفرق المشاركة (مع معامل أندية اليويفا 2016)، مصنفين حسب وعاء التصنيف. ويضمون الفرق الـ22 الذين يدخلون في هذه المرحلة، والفائزين الـ10 من جولة المباريات الفاصلة (5 في مسار الأبطال، 5 في مسار الدوري).
| مفاتيح الألوان                                            |
| --------------------------------------------------------- |
| متصدرو ووصيفو المجموعات يتقدمون إلى دور الـ16             |
| الفرق أصحاب المركز الثالث يدخلون دور الـ32 من دوري أوروبا |

| فريق             | عامل    |
| ---------------- | ------- |
| ريال مدريد[ح ل]  | 176.142 |
| نادي برشلونة     | 159.142 |
| ليستر سيتي       | 15.256  |
| بايرن ميونخ      | 163.035 |
| يوفنتوس          | 107.087 |
| بنفيكا           | 116.616 |
| باريس سان جيرمان | 112.549 |
| سسكا موسكو       | 48.716  |

| فريق              | عامل    |
| ----------------- | ------- |
| أتلتيكو مدريد     | 144.142 |
| بوروسيا دورتموند  | 110.035 |
| آرسنال            | 105.256 |
| مانشستر سيتي[م د] | 99.256  |
| إشبيلية           | 95.642  |
| بورتو[م د]        | 92.616  |
| نابولي            | 90.087  |
| باير ليفركوزن     | 89.035  |

| فريق                      | عامل   |
| ------------------------- | ------ |
| بازل                      | 87.755 |
| توتنهام هوتسبير           | 74.256 |
| دينامو كييف               | 65.976 |
| ليون                      | 63.049 |
| بي إس في آيندهوفن         | 57.112 |
| سبورتينغ لشبونة           | 51.616 |
| كلوب بروج                 | 43.000 |
| بوروسيا مونشنغلادباخ[م د] | 42.035 |

| فريق                   | عامل   |
| ---------------------- | ------ |
| سلتيك[م أ]             | 40.460 |
| موناكو[م د]            | 36.549 |
| بشيكتاش                | 34.920 |
| ليغيا وارسو[م أ]       | 28.000 |
| دينامو زغرب[م أ]       | 25.775 |
| لودوغورتس رازغراد[م أ] | 25.625 |
| كوبنهاغن[م أ]          | 24.720 |
| روستوف[م د]            | 11.716 |

ملاحظات
1. ح ل حامل اللقب، يوضع تلقائياً في المركز الأعلى من قائمة التصنيف.
2. م أ فائزو جولة المباريات الفاصلة (مسار الأبطال).
3. م د فائزو جولة المباريات الفاصلة (مسار الدوري).

## النظام
في كل مجموعة، تلعب الفرق ضد بعضها البعض ذهاباً وإياباً في نظام الراوند روبن. يتقدم متصدرو ووصيفو المجموعات إلى دور ال16، في حين تدخل الفرق أصحاب المركز الثالث دور ال32 من دوري أوروبا.

### معايير كسر التعادل
الفرق مرتبة حسب النقاط (3 نقاط للفوز، نقطة واحدة للتعادل، 0 نقاط للخسارة). إذا اثنين أو أكثر من الفرق متساوين في النقاط عند الانتهاء من مباريات المجموعة، تطبق المعايير التالية بالترتيب المعطى لتحديد الترتيب (اللوائح المادة 17.01):
1. أعلى عدد من النقاط تم الحصول عليها في مباريات المجموعة التي لعبت بين الفرق المعنية؛
2. أفضل فارق أهداف من مباريات المجموعة بين الفرق المعنية؛
3. أعلى عدد من الأهداف المسجلة في مباريات المجموعة التي لعبت بين الفرق المعنية؛
4. أعلى عدد من الأهداف المسجلة خارج الديار في مباريات المجموعة التي لعبت بين الفرق المعنية؛
5. إذا كانت، بعد تطبيق المعايير 1 إلى 4، الفرق لا تزال لديها ترتيب متساوي، يعاد تطبيق المعايير 1 إلى 4 حصراً للمباريات بين الفرق المعنية لتحديد الترتيب النهائي. إذا كان هذا الإجراء لا يؤدي إلى القرار، تطبق المعايير 6 إلى 12؛
6. أفضل فارق أهداف في جميع مباريات المجموعة؛
7. أعلى عدد من الأهداف المسجلة في جميع مباريات المجموعة؛
8. أعلى عدد من الأهداف الخارجية المسجلة في جميع مباريات المجموعة؛
9. أعلى عدد من الانتصارات في جميع مباريات المجموعة؛
10. أعلى عدد من الانتصارات الخارجية في جميع مباريات المجموعة؛
11. أقل مجموع من النقاط التأديبية استناداً فقط على البطاقات الصفراء والحمراء التي تم تلقيها في جميع مباريات المجموعة (بطاقة حمراء = 3 نقاط، بطاقة صفراء = نقطة واحدة، طرد لإنذارين في مباراة واحدة = 3 نقاط)؛
12. أعلى عامل للأندية.

## المجموعات
الجولات هي 13–14 سبتمبر، 27–28 سبتمبر، 18–19 أكتوبر، 1–2 نوفمبر، 22–23 نوفمبر، و6–7 ديسمبر 2016. أوقات انطلاق المباريات في 20:45 ت وأص/ت وأ، باستثناء الجولة 5 في روسيا والتي في 18:00 ت وأ.
الأوقات لغاية 29 أكتوبر 2016 (الجولات 1–3) حسب ت وأ ص (ت ع م+2)، الأوقات بعد ذلك (الجولات 4–6) حسب ت وأ (ت ع م+1).

### المجموعة أ
| م | الفريق            | لعب | ف | ت | خ | أ.له | أ.ع | أ.ف | نقاط | التأهل                       |
| - | ----------------- | --- | - | - | - | ---- | --- | --- | ---- | ---------------------------- |
| 1 | آرسنال            | 6   | 4 | 2 | 0 | 18   | 6   | +12 | 14   | يتقدم إلى مرحلة خروج المغلوب |
| 2 | باريس سان جيرمان  | 6   | 3 | 3 | 0 | 13   | 7   | +6  | 12   | يتقدم إلى مرحلة خروج المغلوب |
| 3 | لودوغورتس رازغراد | 6   | 0 | 3 | 3 | 6    | 15  | −9  | 3    | ينتقل إلى دوري أوروبا        |
| 4 | بازل              | 6   | 0 | 2 | 4 | 3    | 12  | −9  | 2    |                              |

| باريس سان جيرمان | 1–1   | آرسنال     |
| ---------------- | ----- | ---------- |
| كافاني 1'        | تقرير | سانشيز 78' |

| بازل      | 1–1   | لودوغورتس رازغراد |
| --------- | ----- | ----------------- |
| شتيفن 79' | تقرير | كافو 45'          |

| لودوغورتس رازغراد | 1–3   | باريس سان جيرمان              |
| ----------------- | ----- | ----------------------------- |
| ناتانايل 15'      | تقرير | ماتويدي 41' · كافاني 55'، 60' |

| آرسنال         | 2–0   | بازل |
| -------------- | ----- | ---- |
| والكوت 7'، 26' | تقرير |      |

| آرسنال                                                                | 6–0   | لودوغورتس رازغراد |
| --------------------------------------------------------------------- | ----- | ----------------- |
| سانشيز 12' · والكوت 42' · أوكسلاد-تشامبرلين 46' · أوزيل 56'، 83'، 87' | تقرير |                   |

| باريس سان جيرمان                                | 3–0   | بازل |
| ----------------------------------------------- | ----- | ---- |
| دي ماريا 40' · لوكاس 62' · كافاني 90+3' (ركلة.) | تقرير |      |

| لودوغورتس رازغراد     | 2–3   | آرسنال                          |
| --------------------- | ----- | ------------------------------- |
| كافو 12' · كيشيرو 15' | تقرير | جاكا 20' · جيرو 42' · أوزيل 88' |

| بازل     | 1–2   | باريس سان جيرمان         |
| -------- | ----- | ------------------------ |
| زوفي 76' | تقرير | ماتويدي 43' · مونييه 90' |

| آرسنال                                 | 2–2   | باريس سان جيرمان               |
| -------------------------------------- | ----- | ------------------------------ |
| جيرو 45+2' (ركلة.) · فيراتي 60' (ه.ذ.) | تقرير | كافاني 18' · إيووبي 77' (ه.ذ.) |

| لودوغورتس رازغراد | 0–0   | بازل |
| ----------------- | ----- | ---- |
|                   | تقرير |      |

| باريس سان جيرمان            | 2–2   | لودوغورتس رازغراد           |
| --------------------------- | ----- | --------------------------- |
| كافاني 61' · دي ماريا 90+2' | تقرير | ميسيديان 15' · واندرسون 69' |

| بازل       | 1–4   | آرسنال                          |
| ---------- | ----- | ------------------------------- |
| دومبيا 78' | تقرير | بيريز 8'، 16'، 47' · إيووبي 53' |

ملاحظات
1. ^ أ ب ج لعب لودوغورتس رازغراد مبارياته البيتية على ملعب فاسيل ليفسكي الوطني، صوفيا بدلاً من ملعبه الاعتيادي، لودوغورتس أرينا، رازغراد.

### المجموعة ب
| م | الفريق      | لعب | ف | ت | خ | أ.له | أ.ع | أ.ف | نقاط | التأهل                       |
| - | ----------- | --- | - | - | - | ---- | --- | --- | ---- | ---------------------------- |
| 1 | نابولي      | 6   | 3 | 2 | 1 | 11   | 8   | +3  | 11   | يتقدم إلى مرحلة خروج المغلوب |
| 2 | بنفيكا      | 6   | 2 | 2 | 2 | 10   | 10  | 0   | 8    | يتقدم إلى مرحلة خروج المغلوب |
| 3 | بشيكتاش     | 6   | 1 | 4 | 1 | 9    | 14  | −5  | 7    | ينتقل إلى دوري أوروبا        |
| 4 | دينامو كييف | 6   | 1 | 2 | 3 | 8    | 6   | +2  | 5    |                              |

| دينامو كييف | 1–2   | نابولي           |
| ----------- | ----- | ---------------- |
| هارماش 26'  | تقرير | ميليك 36'، 45+2' |

| بنفيكا    | 1–1   | بشيكتاش       |
| --------- | ----- | ------------- |
| سيرفي 12' | تقرير | تاليسكا 90+3' |

| بشيكتاش      | 1–1   | دينامو كييف   |
| ------------ | ----- | ------------- |
| كواريسما 28' | تقرير | تسيهانكوف 65' |

| نابولي                                           | 4–2   | بنفيكا                 |
| ------------------------------------------------ | ----- | ---------------------- |
| هامشيك 20' · ميرتنز 51'، 58' · ميليك 54' (ركلة.) | تقرير | غيديز 70' · سالفيو 86' |

| نابولي                             | 2–3   | بشيكتاش                       |
| ---------------------------------- | ----- | ----------------------------- |
| ميرتنز 30' · غابياديني 69' (ركلة.) | تقرير | أدريانو 12' · أبوبكر 38'، 86' |

| دينامو كييف | 0–2   | بنفيكا                        |
| ----------- | ----- | ----------------------------- |
|             | تقرير | سالفيو 9' (ركلة.) · سيرفي 55' |

| بشيكتاش              | 1–1   | نابولي     |
| -------------------- | ----- | ---------- |
| كواريسما 79' (ركلة.) | تقرير | هامشيك 82' |

| بنفيكا               | 1–0   | دينامو كييف |
| -------------------- | ----- | ----------- |
| سالفيو 45+2' (ركلة.) | تقرير |             |

| بشيكتاش                                       | 3–3   | بنفيكا                            |
| --------------------------------------------- | ----- | --------------------------------- |
| توسين 58' · كواريسما 83' (ركلة.) · أبوبكر 89' | تقرير | غيديز 10' · سيميدو 25' · فيسا 31' |

| نابولي | 0–0   | دينامو كييف |
| ------ | ----- | ----------- |
|        | تقرير |             |

| دينامو كييف                                                                                      | 6–0   | بشيكتاش |
| ------------------------------------------------------------------------------------------------ | ----- | ------- |
| بيسيدين 9' · يارمولينكو 30' (ركلة.) · بويالسكي 32' · غونزاليز 45+3' · سيدورتشوك 60' · مورايس 77' | تقرير |         |

| بنفيكا      | 1–2   | نابولي                   |
| ----------- | ----- | ------------------------ |
| خيمينيز 87' | تقرير | كاييخون 60' · ميرتنز 79' |

### المجموعة ج
| م | الفريق               | لعب | ف | ت | خ | أ.له | أ.ع | أ.ف | نقاط | التأهل                       |
| - | -------------------- | --- | - | - | - | ---- | --- | --- | ---- | ---------------------------- |
| 1 | برشلونة              | 6   | 5 | 0 | 1 | 20   | 4   | +16 | 15   | يتقدم إلى مرحلة خروج المغلوب |
| 2 | مانشستر سيتي         | 6   | 2 | 3 | 1 | 12   | 10  | +2  | 9    | يتقدم إلى مرحلة خروج المغلوب |
| 3 | بوروسيا مونشنغلادباخ | 6   | 1 | 2 | 3 | 5    | 12  | −7  | 5    | ينتقل إلى دوري أوروبا        |
| 4 | سلتيك                | 6   | 0 | 3 | 3 | 5    | 16  | −11 | 3    |                              |

| برشلونة                                                       | 7–0   | سلتيك |
| ------------------------------------------------------------- | ----- | ----- |
| ميسي 3'، 27'، 60' · نيمار 50' · إنييستا 59' · سواريز 75'، 88' | تقرير |       |

| مانشستر سيتي                                  | 4–0   | بوروسيا مونشنغلادباخ |
| --------------------------------------------- | ----- | -------------------- |
| أغويرو 8'، 28' (ركلة.)، 77' · إيهيناتشو 90+1' | تقرير |                      |

| بوروسيا مونشنغلادباخ | 1–2   | برشلونة               |
| -------------------- | ----- | --------------------- |
| هازار 34'            | تقرير | توران 65' · بيكيه 73' |

| سلتيك                                 | 3–3   | مانشستر سيتي                               |
| ------------------------------------- | ----- | ------------------------------------------ |
| ديمبيلي 3'، 47' · ستيرلينغ 20' (ه.ذ.) | تقرير | فرناندينيو 11' · ستيرلينغ 28' · نوليتو 55' |

| سلتيك | 0–2   | بوروسيا مونشنغلادباخ |
| ----- | ----- | -------------------- |
|       | تقرير | شتيندل 57' · هان 77' |

| برشلونة                        | 4–0   | مانشستر سيتي |
| ------------------------------ | ----- | ------------ |
| ميسي 17'، 61'، 69' · نيمار 89' | تقرير |              |

| بوروسيا مونشنغلادباخ | 1–1   | سلتيك               |
| -------------------- | ----- | ------------------- |
| شتيندل 32'           | تقرير | ديمبيلي 76' (ركلة.) |

| مانشستر سيتي                     | 3–1   | برشلونة  |
| -------------------------------- | ----- | -------- |
| غوندوغان 39'، 74' · دي بروين 51' | تقرير | ميسي 21' |

| سلتيك | 0–2   | برشلونة               |
| ----- | ----- | --------------------- |
|       | تقرير | ميسي 24'، 56' (ركلة.) |

| بوروسيا مونشنغلادباخ | 1–1   | مانشستر سيتي |
| -------------------- | ----- | ------------ |
| رافاييل 23'          | تقرير | سيلفا 45+1'  |

| برشلونة                        | 4–0   | بوروسيا مونشنغلادباخ |
| ------------------------------ | ----- | -------------------- |
| ميسي 16' · توران 50'، 53'، 67' | تقرير |                      |

| مانشستر سيتي | 1–1   | سلتيك     |
| ------------ | ----- | --------- |
| إيهيناتشو 8' | تقرير | روبرتس 4' |

### المجموعة د
| م | الفريق            | لعب | ف | ت | خ | أ.له | أ.ع | أ.ف | نقاط | التأهل                       |
| - | ----------------- | --- | - | - | - | ---- | --- | --- | ---- | ---------------------------- |
| 1 | أتلتيكو مدريد     | 6   | 5 | 0 | 1 | 7    | 2   | +5  | 15   | يتقدم إلى مرحلة خروج المغلوب |
| 2 | بايرن ميونخ       | 6   | 4 | 0 | 2 | 14   | 6   | +8  | 12   | يتقدم إلى مرحلة خروج المغلوب |
| 3 | روستوف            | 6   | 1 | 2 | 3 | 6    | 12  | −6  | 5    | ينتقل إلى دوري أوروبا        |
| 4 | بي إس في آيندهوفن | 6   | 0 | 2 | 4 | 4    | 11  | −7  | 2    |                              |

| بايرن ميونخ                                                        | 5–0   | روستوف |
| ------------------------------------------------------------------ | ----- | ------ |
| ليفاندوفسكي 28' (ركلة.) · مولر 45+2' · كيميش 53'، 60' · بيرنات 90' | تقرير |        |

| بي إس في آيندهوفن | 0–1   | أتلتيكو مدريد |
| ----------------- | ----- | ------------- |
|                   | تقرير | ساؤول 43'     |

| أتلتيكو مدريد | 1–0   | بايرن ميونخ |
| ------------- | ----- | ----------- |
| كاراسكو 35'   | تقرير |             |

| روستوف        | 2–2   | بي إس في آيندهوفن            |
| ------------- | ----- | ---------------------------- |
| بولوز 8'، 37' | تقرير | بروبر 14' · ل. دي يونغ 45+1' |

| روستوف | 0–1   | أتلتيكو مدريد |
| ------ | ----- | ------------- |
|        | تقرير | كاراسكو 62'   |

| بايرن ميونخ                                       | 4–1   | بي إس في آيندهوفن |
| ------------------------------------------------- | ----- | ----------------- |
| مولر 13' · كيميش 21' · ليفاندوفسكي 59' · روبن 84' | تقرير | نارسينغ 41'       |

| أتلتيكو مدريد      | 2–1   | روستوف    |
| ------------------ | ----- | --------- |
| غريزمان 28'، 90+3' | تقرير | آزمون 30' |

| بي إس في آيندهوفن | 1–2   | بايرن ميونخ                  |
| ----------------- | ----- | ---------------------------- |
| أرياس 14'         | تقرير | ليفاندوفسكي 34' (ركلة.)، 74' |

| روستوف                                    | 3–2   | بايرن ميونخ                   |
| ----------------------------------------- | ----- | ----------------------------- |
| آزمون 44' · بولوز 50' (ركلة.) · نوبوا 67' | تقرير | دوغلاس كوستا 35' · بيرنات 52' |

| أتلتيكو مدريد            | 2–0   | بي إس في آيندهوفن |
| ------------------------ | ----- | ----------------- |
| غاميرو 55' · غريزمان 66' | تقرير |                   |

| بايرن ميونخ     | 1–0   | أتلتيكو مدريد |
| --------------- | ----- | ------------- |
| ليفاندوفسكي 28' | تقرير |               |

| بي إس في آيندهوفن | 0–0   | روستوف |
| ----------------- | ----- | ------ |
|                   | تقرير |        |

### المجموعة ر
| م | الفريق          | لعب | ف | ت | خ | أ.له | أ.ع | أ.ف | نقاط | التأهل                       |
| - | --------------- | --- | - | - | - | ---- | --- | --- | ---- | ---------------------------- |
| 1 | موناكو          | 6   | 3 | 2 | 1 | 9    | 7   | +2  | 11   | يتقدم إلى مرحلة خروج المغلوب |
| 2 | باير ليفركوزن   | 6   | 2 | 4 | 0 | 8    | 4   | +4  | 10   | يتقدم إلى مرحلة خروج المغلوب |
| 3 | توتنهام هوتسبير | 6   | 2 | 1 | 3 | 6    | 6   | 0   | 7    | ينتقل إلى دوري أوروبا        |
| 4 | سسكا موسكو      | 6   | 0 | 3 | 3 | 5    | 11  | −6  | 3    |                              |

| باير ليفركوزن                | 2–2   | سسكا موسكو                  |
| ---------------------------- | ----- | --------------------------- |
| محمدي 9' · تشالهان أوغلو 15' | تقرير | دزاغويف 36' · إيريمينكو 38' |

| توتنهام هوتسبير | 1–2   | موناكو                |
| --------------- | ----- | --------------------- |
| ألدرفايريلد 45' | تقرير | سيلفا 15' · ليمار 31' |

| موناكو     | 1–1   | باير ليفركوزن |
| ---------- | ----- | ------------- |
| غليك 90+4' | تقرير | هيرنانديز 73' |

| سسكا موسكو | 0–1   | توتنهام هوتسبير   |
| ---------- | ----- | ----------------- |
|            | تقرير | سون هيونغ-مين 71' |

| سسكا موسكو | 1–1   | موناكو    |
| ---------- | ----- | --------- |
| تراوري 34' | تقرير | سيلفا 87' |

| باير ليفركوزن | 0–0   | توتنهام هوتسبير |
| ------------- | ----- | --------------- |
|               | تقرير |                 |

| موناكو                        | 3–0   | سسكا موسكو |
| ----------------------------- | ----- | ---------- |
| جيرماين 13' · فالكاو 29'، 41' | تقرير |            |

| توتنهام هوتسبير | 0–1   | باير ليفركوزن |
| --------------- | ----- | ------------- |
|                 | تقرير | كامبل 65'     |

| سسكا موسكو        | 1–1   | باير ليفركوزن |
| ----------------- | ----- | ------------- |
| ناتخو 76' (ركلة.) | تقرير | فولاند 16'    |

| موناكو                 | 2–1   | توتنهام هوتسبير |
| ---------------------- | ----- | --------------- |
| سيديبي 48' · ليمار 53' | تقرير | كين 52' (ركلة.) |

| باير ليفركوزن                                     | 3–0   | موناكو |
| ------------------------------------------------- | ----- | ------ |
| يورتشينكو 30' · براندت 48' · دي سانتيس 82' (ه.ذ.) | تقرير |        |

| توتنهام هوتسبير                          | 3–1   | سسكا موسكو  |
| ---------------------------------------- | ----- | ----------- |
| ألي 38' · كين 45+1' · أكينفيف 77' (ه.ذ.) | تقرير | دزاغويف 33' |

ملاحظات
1. ^ أ ب ج لعب توتنهام هوتسبير مبارياته البيتية على ملعب ويمبلي بدلاً من ملعبه الاعتيادي، وايت هارت لين، لندن، بسبب التجديد.[26]

### المجموعة س
| م | الفريق           | لعب | ف | ت | خ | أ.له | أ.ع | أ.ف | نقاط | التأهل                       |
| - | ---------------- | --- | - | - | - | ---- | --- | --- | ---- | ---------------------------- |
| 1 | بوروسيا دورتموند | 6   | 4 | 2 | 0 | 21   | 9   | +12 | 14   | يتقدم إلى مرحلة خروج المغلوب |
| 2 | ريال مدريد       | 6   | 3 | 3 | 0 | 16   | 10  | +6  | 12   | يتقدم إلى مرحلة خروج المغلوب |
| 3 | ليغيا وارسو      | 6   | 1 | 1 | 4 | 9    | 24  | −15 | 4    | ينتقل إلى دوري أوروبا        |
| 4 | سبورتينغ لشبونة  | 6   | 1 | 0 | 5 | 5    | 8   | −3  | 3    |                              |

| ريال مدريد                 | 2–1   | سبورتينغ لشبونة |
| -------------------------- | ----- | --------------- |
| رونالدو 89' · موراتا 90+4' | تقرير | سيزار 47'       |

| ليغيا وارسو | 0–6   | بوروسيا دورتموند                                                                     |
| ----------- | ----- | ------------------------------------------------------------------------------------ |
|             | تقرير | غوتسه 7' · باباستاثوبولوس 15' · بارترا 17' · غيريرو 51' · كاسترو 76' · أوباميانغ 87' |

| بوروسيا دورتموند          | 2–2   | ريال مدريد              |
| ------------------------- | ----- | ----------------------- |
| أوباميانغ 43' · شورله 87' | تقرير | رونالدو 17' · فاران 68' |

| سبورتينغ لشبونة        | 2–0   | ليغيا وارسو |
| ---------------------- | ----- | ----------- |
| ب. رويز 28' · دوست 37' | تقرير |             |

| سبورتينغ لشبونة | 1–2   | بوروسيا دورتموند         |
| --------------- | ----- | ------------------------ |
| سيزار 67'       | تقرير | أوباميانغ 9' · فايغل 43' |

| ريال مدريد                                                              | 5–1   | ليغيا وارسو  |
| ----------------------------------------------------------------------- | ----- | ------------ |
| بيل 16' · يودووفييتس 19' (ه.ذ.) · أسينسيو 37' · فاسكيز 68' · موراتا 84' | تقرير | رادوفيتش 22' |

| بوروسيا دورتموند | 1–0   | سبورتينغ لشبونة |
| ---------------- | ----- | --------------- |
| راموس 12'        | تقرير |                 |

| ليغيا وارسو                                  | 3–3   | ريال مدريد                          |
| -------------------------------------------- | ----- | ----------------------------------- |
| أودجيجا-أوفوي 40' · رادوفيتش 58' · مولين 83' | تقرير | بيل 1' · بنزيما 35' · كوفاتشيتش 85' |

| سبورتينغ لشبونة    | 1–2   | ريال مدريد             |
| ------------------ | ----- | ---------------------- |
| أدريين 80' (ركلة.) | تقرير | فاران 29' · بنزيما 87' |

| بوروسيا دورتموند                                                              | 8–4   | ليغيا وارسو                                       |
| ----------------------------------------------------------------------------- | ----- | ------------------------------------------------- |
| كاغاوا 17'، 18' · شاهين 20' · ديمبيلي 29' · رويس 32'، 52'، 90+2' · باسلاك 81' | تقرير | برييوفيتش 10'، 24' · كوخارتشيك 57' · نيكوليتش 83' |

| ريال مدريد      | 2–2   | بوروسيا دورتموند         |
| --------------- | ----- | ------------------------ |
| بنزيما 28'، 53' | تقرير | أوباميانغ 61' · رويس 88' |

| ليغيا وارسو  | 1–0   | سبورتينغ لشبونة |
| ------------ | ----- | --------------- |
| غيلهيرمي 30' | تقرير |                 |

### المجموعة ص
| م | الفريق     | لعب | ف | ت | خ | أ.له | أ.ع | أ.ف | نقاط | التأهل                       |
| - | ---------- | --- | - | - | - | ---- | --- | --- | ---- | ---------------------------- |
| 1 | ليستر سيتي | 6   | 4 | 1 | 1 | 7    | 6   | +1  | 13   | يتقدم إلى مرحلة خروج المغلوب |
| 2 | بورتو      | 6   | 3 | 2 | 1 | 9    | 3   | +6  | 11   | يتقدم إلى مرحلة خروج المغلوب |
| 3 | كوبنهاغن   | 6   | 2 | 3 | 1 | 7    | 2   | +5  | 9    | ينتقل إلى دوري أوروبا        |
| 4 | كلوب بروج  | 6   | 0 | 0 | 6 | 2    | 14  | −12 | 0    |                              |

| كلوب بروج | 0–3   | ليستر سيتي                           |
| --------- | ----- | ------------------------------------ |
|           | تقرير | ألبرايتون 5' · محرز 29'، 61' (ركلة.) |

| بورتو       | 1–1   | كوبنهاغن      |
| ----------- | ----- | ------------- |
| أوتافيو 13' | تقرير | كورنيليوس 52' |

| كوبنهاغن                                                        | 4–0   | كلوب بروج |
| --------------------------------------------------------------- | ----- | --------- |
| دينسفيل 53' (ه.ذ.) · ديلاني 64' · سانتاندير 69' · يورغنسن 90+2' | تقرير |           |

| ليستر سيتي  | 1–0   | بورتو |
| ----------- | ----- | ----- |
| سليماني 25' | تقرير |       |

| ليستر سيتي | 1–0   | كوبنهاغن |
| ---------- | ----- | -------- |
| محرز 40'   | تقرير |          |

| كلوب بروج | 1–2   | بورتو                           |
| --------- | ----- | ------------------------------- |
| فوسن 12'  | تقرير | لايون 68' · سيلفا 90+2' (ركلة.) |

| كوبنهاغن | 0–0   | ليستر سيتي |
| -------- | ----- | ---------- |
|          | تقرير |            |

| بورتو     | 1–0   | كلوب بروج |
| --------- | ----- | --------- |
| سيلفا 37' | تقرير |           |

| ليستر سيتي                     | 2–0   | كلوب بروج |
| ------------------------------ | ----- | --------- |
| أوكازاكي 5' · محرز 30' (ركلة.) | تقرير |           |

| كوبنهاغن | 0–0   | بورتو |
| -------- | ----- | ----- |
|          | تقرير |       |

| كلوب بروج | 0–2   | كوبنهاغن                      |
| --------- | ----- | ----------------------------- |
|           | تقرير | ميشيل 8' (ه.ذ.) · يورغنسن 15' |

| بورتو                                                        | 5–0   | ليستر سيتي |
| ------------------------------------------------------------ | ----- | ---------- |
| سيلفا 6'، 64' (ركلة.) · كورونا 26' · إبراهيمي 44' · جوتا 77' | تقرير |            |

### المجموعة ط
| م | الفريق      | لعب | ف | ت | خ | أ.له | أ.ع | أ.ف | نقاط | التأهل                       |
| - | ----------- | --- | - | - | - | ---- | --- | --- | ---- | ---------------------------- |
| 1 | يوفنتوس     | 6   | 4 | 2 | 0 | 11   | 2   | +9  | 14   | يتقدم إلى مرحلة خروج المغلوب |
| 2 | إشبيلية     | 6   | 3 | 2 | 1 | 7    | 3   | +4  | 11   | يتقدم إلى مرحلة خروج المغلوب |
| 3 | ليون        | 6   | 2 | 2 | 2 | 5    | 3   | +2  | 8    | ينتقل إلى دوري أوروبا        |
| 4 | دينامو زغرب | 6   | 0 | 0 | 6 | 0    | 15  | −15 | 0    |                              |

| ليون                               | 3–0   | دينامو زغرب |
| ---------------------------------- | ----- | ----------- |
| توليسو 13' · فيري 49' · كورنيه 57' | تقرير |             |

| يوفنتوس | 0–0   | إشبيلية |
| ------- | ----- | ------- |
|         | تقرير |         |

| إشبيلية    | 1–0   | ليون |
| ---------- | ----- | ---- |
| بن يدر 53' | تقرير |      |

| دينامو زغرب | 0–4   | يوفنتوس                                                 |
| ----------- | ----- | ------------------------------------------------------- |
|             | تقرير | بيانيتش 24' · هيغواين 31' · ديبالا 57' · داني ألفيس 85' |

| دينامو زغرب | 0–1   | إشبيلية  |
| ----------- | ----- | -------- |
|             | تقرير | نصري 37' |

| ليون | 0–1   | يوفنتوس      |
| ---- | ----- | ------------ |
|      | تقرير | كوادرادو 76' |

| إشبيلية                                            | 4–0   | دينامو زغرب |
| -------------------------------------------------- | ----- | ----------- |
| فييتو 31' · إسكوديرو 66' · نزونزي 80' · بن يدر 87' | تقرير |             |

| يوفنتوس             | 1–1   | ليون       |
| ------------------- | ----- | ---------- |
| هيغواين 13' (ركلة.) | تقرير | توليسو 85' |

| دينامو زغرب | 0–1   | ليون        |
| ----------- | ----- | ----------- |
|             | تقرير | لاكازيت 72' |

| إشبيلية   | 1–3   | يوفنتوس                                                 |
| --------- | ----- | ------------------------------------------------------- |
| باريخا 9' | تقرير | ماركيزيو 45+2' (ركلة.) · بونوتشي 84' · ماندجوكيتش 90+4' |

| ليون | 0–0   | إشبيلية |
| ---- | ----- | ------- |
|      | تقرير |         |

| يوفنتوس                  | 2–0   | دينامو زغرب |
| ------------------------ | ----- | ----------- |
| هيغواين 52' · روغاني 73' | تقرير |             |

## روابط خارجية
- دوري أبطال أوروبا (الموقع الرسمي)